# گمینا گوبین
گمینا گوبین (به لهستانی: Gmina Gubin) یک گمینا در لهستان است که در شهرستان کروسنو اودژانگسکیه واقع شده است. گمینا گوبین ۳۷۹٫۷۳ کیلومتر مربع مساحت و ۷٬۲۴۹ نفر جمعیت دارد.